# Holth Peaks
Die Holth Peaks sind eine Gruppe bis zu 1820 m hoher Berggipfel im westantarktischen Ellsworthland. Sie erstrecken sich in nordost-südwestlicher Richtung 3 km nordwestlich des Mount Lymburner am nördlichen Ende der Sentinel Range im Ellsworthgebirge.
Der US-amerikanische Polarforscher Lincoln Ellsworth entdeckte sie bei seinem Transantarktisflug am 23. November 1935. Das Advisory Committee on Antarctic Names benannte sie 1961 nach dem Norweger Baard Holth (1889–1975), Kapitän des Schiffs Wyatt Earp bei Ellsworths erster Antarktisexpedition (1933–1934).